# 若部村
若部村（わかべむら）は、石川県羽咋郡にあった村。現在の羽咋市の北東部、国道159号沿線にあたる。

## 地理
- 湖沼：邑知潟

## 歴史
- 1889年（明治22年）4月1日 - 町村制の施行により、羽咋郡尾長村、堀替新村、菱分村、本江村および志々見村が合併して若部村が発足。
- 1933年（昭和8年）5月15日 - 北邑知村および中邑知村と合併し、邑知（おおち）村が発足。